# Begnište
Begnište (makedonsky: Бегниште) je vesnice v Severní Makedonii. Nachází se v opštině Kavadarci ve Vardarském regionu.

## Geografie
Vesnice se nachází jižním směrem od centra Kavadarci a dotýká se umělého jezera Tikveš. Obec je kopcovitá a leží v nadmořské výšce 400 metrů. Od města Kavadarci je vzdálená asi 11 km.
Jedná se o středně velkou vesnici, její katastrální velikost je 14,7 км2. Vesnici dominují pastviny o rozloze 727,6 ha, dále pak 498,5 ha a 134,1 ha lesů.

## Historie
Nedaleko obce se nachází zachovalý středověký jeskynní kostel „Sv. Lazar“ (také známý jako kostel Sopiška). Kostel je významnou architektonickou památkou s dochovanými freskami ze 14. století.
V 19. století byla vesnice součástí Osmanské říše.

## Obyvatelstvo
Podle sčítání lidu z roku 2021 žije ve vesnici 251 obyvatel. Etnické skupiny jsou:
- Makedonci – 212
- Albánci – 2
- Bosňáci – 1
- ostatní – 36

| Rok       | 1900 | 1905  | 1948 | 1953 | 1961 | 1971 | 1981 | 1991 | 1994 | 2002 | 2021 |
| --------- | ---- | ----- | ---- | ---- | ---- | ---- | ---- | ---- | ---- | ---- | ---- |
| Obyvatelé | 860  | 1 360 | 693  | 727  | 732  | 600  | 469  | 418  | 413  | 369  | 251  |